# محمود عبدالرزاق
محمود عبدالرزاق (عربی: محمود عبد الرزاق؛ زادهٔ ۲۷ نوامبر ۱۹۷۱) بازیکن فوتبال اهل سوریه بود.
وی همچنین در تیم‌های ملی فوتبال زیر ۲۰ سال سوریه و سوریه بازی کرده‌است.